# Arena Næstved
Die Arena Næstved ist eine Mehrzweckhalle in der dänischen Stadt Næstved, Region Sjælland.
Die Arena Næstved ist ein Komplex aus drei Hallen und befindet sich neben dem Næstved Stadion. Die Arena wurde am 17. November 2015 eröffnet. Die Baukosten betrugen 90 Millionen Dänische Kronen.
In den drei Hallen werden Sport wie Handball, Badminton und Basketball ausgetragen sowie Konzerte aufgeführt.

## Hallen
- Arena: 2550 m², 2576 Sitzplätze, 800 Stehplätze
- Halle 1: 1000 m², 520 Sitzplätze
- Halle 2: 2000 m²